# Ferdinando di Gonzaga-Nevers
Ferdinando di Gonzaga-Nevers (Charleville-Mézières, 1610 – Charleville-Mézières, 25 maggio 1632) è stato un nobile francese.

## Biografia
Noto anche come Ferdinando di Mayenne, era un nobile francese di nascita franco-italiana nato nel 1610 in Francia e morto il 25 maggio 1632 a Charleville (Francia).
Ferdinando era il figlio più giovane di Carlo I di Gonzaga-Nevers, duca di Nevers e di Rethel e principe di Arches, al momento della sua nascita. Sua madre era Caterina di Lorena, figlia del famoso Mayenne, Carlo di Mayenne, morto nel 1611, e sorella del duca di Mayenne, che gli succedette Enrico di Mayenne.
Ferdinando, duca di Nevers per cortesia, aveva 21 anni quando ereditò, nel 1631, i feudi di suo fratello Carlo. Diventa quindi duca di Mayenne e d'Aiguillon, marchese di Villars, conte del Maine, di Tende e Sommerive.
Diventa anche erede dei feudi del padre, i ducati di Nevers e Rethel e del Principato di Arches.
Nel 1627 suo padre Carlo diventerà, dopo la Guerra di successione di Mantova e del Monferrato, Duca di Mantova e Duca di Monferrato e Ferdinando ne sarà anche l'erede.
Questa situazione durerà meno di un anno, perché morirà a 22 anni il 25 maggio 1632, lasciando i feudi di Mayenne, Villars, Maine e Tende Sommerive a suo nipote Carlo II di Gonzaga-Nevers, che diventerà Carlo IV di Mayenne.
Il Ducato di Aiguillon sarà richiesto dal cardinale Richelieu, che lo riunirà alla corona di Francia.
Ferdinando non si sposò.

## Ascendenza
|                              |                      |                              | Genitori                    |  |  | Nonni |  |  | Bisnonni            |  |  | Trisnonni            |  |
|                              |                      |                              |                             |  |  |       |  |  | Federico II Gonzaga |  |  | Francesco II Gonzaga |  |
|                              |                      |                              |                             |  |  |       |  |  | Federico II Gonzaga |  |  | Francesco II Gonzaga |  |
|                              |                      | Isabella d'Este              |                             |  |  |       |  |  | Federico II Gonzaga |  |  |                      |  |
| Ludovico Gonzaga-Nevers      |                      |                              |                             |  |  |       |  |  | Federico II Gonzaga |  |  |                      |  |
|                              |                      | Margherita Paleologa         | Guglielmo IX del Monferrato |  |  |       |  |  |                     |  |  |                      |  |
|                              |                      | Margherita Paleologa         | Guglielmo IX del Monferrato |  |  |       |  |  |                     |  |  |                      |  |
|                              |                      | Margherita Paleologa         | Anna d'Alençon              |  |  |       |  |  |                     |  |  |                      |  |
| Carlo I di Gonzaga-Nevers    |                      | Margherita Paleologa         |                             |  |  |       |  |  |                     |  |  |                      |  |
|                              |                      | Francesco I di Nevers        | Carlo II di Cleves Nevers   |  |  |       |  |  |                     |  |  |                      |  |
|                              |                      | Francesco I di Nevers        | Carlo II di Cleves Nevers   |  |  |       |  |  |                     |  |  |                      |  |
|                              |                      | Francesco I di Nevers        | Maria di Albret             |  |  |       |  |  |                     |  |  |                      |  |
| Enrichetta di Nevers         |                      | Francesco I di Nevers        |                             |  |  |       |  |  |                     |  |  |                      |  |
|                              |                      | Margherita di Vendôme        | Carlo IV di Borbone-Vendôme |  |  |       |  |  |                     |  |  |                      |  |
|                              |                      | Margherita di Vendôme        | Carlo IV di Borbone-Vendôme |  |  |       |  |  |                     |  |  |                      |  |
|                              |                      | Margherita di Vendôme        | Francesca d'Alençon         |  |  |       |  |  |                     |  |  |                      |  |
| Ferdinando di Gonzaga-Nevers |                      | Margherita di Vendôme        |                             |  |  |       |  |  |                     |  |  |                      |  |
|                              | Francesco I di Guisa | Claudio I di Guisa           |                             |  |  |       |  |  |                     |  |  |                      |  |
|                              | Francesco I di Guisa | Claudio I di Guisa           |                             |  |  |       |  |  |                     |  |  |                      |  |
|                              | Francesco I di Guisa | Antonia di Borbone-Vendôme   |                             |  |  |       |  |  |                     |  |  |                      |  |
| Carlo di Guisa               | Francesco I di Guisa |                              |                             |  |  |       |  |  |                     |  |  |                      |  |
|                              |                      | Anna d'Este                  | Ercole II d'Este            |  |  |       |  |  |                     |  |  |                      |  |
|                              |                      | Anna d'Este                  | Ercole II d'Este            |  |  |       |  |  |                     |  |  |                      |  |
|                              |                      | Anna d'Este                  | Renata di Francia           |  |  |       |  |  |                     |  |  |                      |  |
| Caterina di Lorena           |                      | Anna d'Este                  |                             |  |  |       |  |  |                     |  |  |                      |  |
|                              |                      | Onorato II di Savoia-Villars | Renato di Savoia-Villars    |  |  |       |  |  |                     |  |  |                      |  |
|                              |                      | Onorato II di Savoia-Villars | Renato di Savoia-Villars    |  |  |       |  |  |                     |  |  |                      |  |
|                              |                      | Onorato II di Savoia-Villars | Anna Lascaris               |  |  |       |  |  |                     |  |  |                      |  |
| Enrichetta di Savoia-Villars |                      | Onorato II di Savoia-Villars |                             |  |  |       |  |  |                     |  |  |                      |  |
|                              |                      | Jeanne de Foix               | Alain de Foix               |  |  |       |  |  |                     |  |  |                      |  |
|                              |                      | Jeanne de Foix               | Alain de Foix               |  |  |       |  |  |                     |  |  |                      |  |
|                              |                      | Jeanne de Foix               | Françoise de Montpezat      |  |  |       |  |  |                     |  |  |                      |  |
|                              |                      | Jeanne de Foix               |                             |  |  |       |  |  |                     |  |  |                      |  |